# Renan Brito Soares
Renan Brito Soares (Viamão, 24 januari 1985) is een Braziliaans voormalig voetballer die speelde als doelman. Tussen 2005 en 2023 was hij actief voor Internacional, Valencia, Xerez, opnieuw Internacional, Goiás, Ceará, São Bento, Bento Gonçalves, Pelotas, Paraná en Marcílio Dias.

## Carrière
Renan speelde in de jeugdopleiding voor Internacional. Tussen 2008 en 2011 stond de Braziliaanse doelman onder contract bij het Spaanse Valencia, maar niet alle seizoenen was hij ook daadwerkelijk actief bij Los Ches. Hij werd namelijk tussen 2009 en 2011 verhuurd aan respectievelijk Xerez en zijn vorige club Internacional. Die laatste club neemt de doelman ook definitief over in de zomer van 2011. Nadat Renan echter vrijwel niet in actie kwam voor Internacional vertrok de doelman in de zomer van 2013 naar Goiás. Begin 2018 werd Ceará de nieuwe werkgever van de doelman. In december van dat jaar verkaste Renan naar São Bento. Hier ging hij in juni 2019 weer weg. Renan speelde hierop korte periodes bij Bento Gonçalves, Pelotas en Paraná. Medio 2021 nam Marcílio Dias de doelman onder contract. In januari 2023 besloot Renan op zevenendertigjarige leeftijd een punt te zetten achter zijn actieve loopbaan.